# Robert B. Lindsay
Robert Burns Lindsay (* 3. Juli 1824 in Lochmaben, Dumfriesshire, Schottland; † 13. Februar 1902 in Tuscumbia, Alabama) war ein US-amerikanischer Politiker (Demokratische Partei) und von 1870 bis 1872 der 22. Gouverneur von Alabama.

## Frühe Jahre und politischer Aufstieg
Robert Lindsay besuchte eine Konfessionsschule und anschließend die Universität Saint Andrews in Schottland. 1844 kam er in die Vereinigten Staaten und besuchte seinen Bruder in North Carolina. Er blieb dort und begann Jura zu studieren sowie zu unterrichten. Lindsay zog 1849 nach Tuscumbia in Alabama und unterrichtete dort bis 1852. Seine Zulassung als Anwalt bekam er 1852, danach eröffnete er eine eigene Kanzlei und diente in der Konföderiertenarmee. Lindsay betrat erstmals die politische Bühne, als er 1853 in das Abgeordnetenhaus von Alabama gewählt wurde. Er saß auch in Alabamas Senat in den Jahren 1857, 1865 und 1870. Darüber hinaus war Lindsay 1860 auch Mitglied des Electoral College.

## Gouverneur von Alabama
Der bisherige Gouverneur William Smith stellte sich 1870 zur Wiederwahl, wurde aber in einem Kopf-an-Kopf-Rennen besiegt. Lindsay wurde am 8. November 1870 der 22. Gouverneur von Alabama; jedoch weigerte sich Smith, seinen Gouverneurssitz zu räumen, und besetzte diesen noch drei Wochen nach der Amtseinführung Lindsays. Der zweite Bezirksrichter ordnete Smith an, sein Amt zu räumen, was er auch am 26. November 1870 tat. Am selben Tag konnte auch Lindsay vereidigt werden. Während seiner Amtszeit wurden 1871 die Städte Gadsen und Birmingham gegründet, sowie das Alabama Polytechnic Institute (heute Auburn University) eröffnet. Ferner legte die Auseinandersetzung über die staatliche Beteiligung am Eisenbahnbau die Generalversammlung während eines Großteils seiner Amtszeit lahm. Lindsay, der einzige im Ausland geborene Staatsbürger, der Alabamas Gouverneur war, lehnte eine Wiederwahl ab und verließ sein Amt am 17. November 1872.

## Weiterer Lebenslauf
Lindsay nahm seine Tätigkeit als Anwalt wieder auf. Zwei Monate nachdem er sein Amt niedergelegt hatte, erkrankte er plötzlich an Paralyse, von der er sich sein restliches Leben lang nicht mehr erholte. Lindsay verstarb am 12. Februar 1902 und wurde auf dem Winston Family Cemetery in Tuscumbia beigesetzt. Er war mit Sarah Miller Winston verheiratet und sie hatten zusammen neun Kinder.